# Diego Palacio
Diego Palacio Betancourt (Armenia, Colombia, 26 de junio de 1961) es un médico cirujano y político colombiano. 
Fue ministro de la Protección Social de Colombia durante la administración del presidente Álvaro Uribe. Fue condenado a seis años y ocho meses de cárcel en abril de 2015 por corrupción.

## Biografía
Palacio Betancourt estuvo casado con la ciudadana española Montserrat Fernández, de dicha relación tiene dos hijos de nombre Felipe y Alejandro.
Ha trabajado en varios medios de comunicación como la Dirección de Proyectos Especiales de la Casa Editorial El Tiempo, Gerente Nacional de Ventas y Mercadeo así como Gerente Nacional de Mercadeo Social de RCN Radio y Presidente de RCN Internacional en la ciudad de Nueva York.
En el sector público como asesor en dos oportunidades del Ministro Juan Luis Londoño en el Ministerio de Salud de 1993 a 1994. Asimismo, se ha desempeñado como Asesor del Director del Departamento Nacional de Planeación (DNP) entre 1994 y 1995. Palacio Betancourt ha trabajado como consultor de la Organización Panamericana de la Salud (OPS), investigador Invitado del proyecto “Comunicación y Desarrollo” de la Universidad de Georgetown, Foreing Service School en Washington D. C., coordinador del Programa Administración Hospitalaria del Instituto FES de Liderazgo y director del Proyecto Comunicación y Salud del Hospital Lorencita Villegas de Santos.

### Estudios
Graduado en medicina del Colegio Mayor de Nuestra Señora del Rosario con Máster en Economía de la Pontificia Universidad Javeriana y con especializaciones en Gerencia de Mercadeo del Colegio Mayor de Nuestra Señora del Rosario, en Administración y Gerencia de Recursos Humanos de la Universidad de los Andes y en Derecho Económico de la Universidad Externado de Colombia.

### Ministro de la Protección Social (2003-2010)
El 7 de agosto de 2002 fue nombrado como Asesor del Despacho del Ministerio de la Protección Social. Fue nombrado como ministro de Protección Social en febrero de 2003 tras la muerte del ministro Juan Luis Londoño. Durante su gestión en el Ministerio se ha destacado por la ampliación de cobertura en régimen subsidiado de salud para llegar con aseguramiento en salud a poblaciones vulnerables de diferentes regiones de Colombia. Para agosto de 2007, la cobertura había aumentado de 23 a 36 millones de colombianos (un 86% de la población), y en un año (2007) consiguió que 5,5 millones de personas hagan sus aportes a salud y a pensiones por Internet. Según la analista María Teresa Ronderos, bajo la administración de Palacio ha habido "aciertos indiscutibles y dificultades graves aún por resolver, el sistema de salud colombiano tiene además un largo camino por recorrer sólo para asegurar servicios para todo el mundo. Hoy todavía hay 6 millones de colombianos que no tienen ninguna cobertura estable. Ellos pueden ir a hospitales públicos, y allí deben atenderlos, pero son los parias de la sociedad y, en muchos lugares, si no pueden pagar por cada jeringa y cada mota de algodón, reciben un trato francamente hostil. El problema no se arregla sólo con dinero. Se necesita que el gobierno sea mucho más estricto para evitar el despilfarro de los dineros del régimen subsidiado y se olvide de utuilizarlo para garantizar respaldo político. De no ser así, se borraría con el codo los impresionantes logros que ha obtenido con la mano: crecimiento veloz de cobertura y una firme regulación del sector privado".

## Controversias
Palacio se vio envuelto en el escándalo de la "Yidispolítica" en la que fue condenado por ofrecer favores a cambio del voto a favor de la reelección del expresidente Álvaro Uribe. Palacio, junto a Sabas Pretelt de la Vega fueron inicialmente absueltos de la investigación disciplinaria adelantada por la Procuraduría, pero dicha decision fue revisada posteriormente y fueron destituidos en el año 2010 por la misma procuraduría.
En abril de 2015 la Corte Suprema de Justicia halló culpables y condenó a 6 años de prisión a los funcionarios Palacio, quien fungía como Ministro de la Protección Social y a Pretelt, quien fuera Ministro del Interior y de Justicia durante la aprobación del acto legislativo que permitió la reelección. Igualmente fue condenado el secretario de la presidencia Alberto Velásquez a 5 años de prisión, y Bernardo Moreno, quien fuera director del Departamento Administrativo de la Presidencia del gobierno Uribe a 5 años y 7 meses de prisión.
Además de Medina, también fueron condenados los ex congresistas Teodolindo Avendaño e Iván Díaz Mateus por parte de la Corte Suprema de Justicia.